# 李東寧 (1905年生)
李 東寧（イ・ドンヨン、イ・ドンニョン、朝鮮語: 이동영/이동녕、1905年1月21日 - 1992年2月22日または12月22日）は、日本統治時代の朝鮮および大韓民国の実業家、政治家、慈善家。鳳鳴グループ創業者・名誉会長、第4・6・7代韓国国会議員。
本貫は牛峰李氏、号は瑞峰。実業家の李世茂・李秉茂、実業家で元国会議員の李昇茂は息子。

## 経歴
慶尚北道聞慶郡出身。漢学修学を経て、聞慶公立普通学校卒。日本統治時代に聞慶郡庁・慶尚北道庁勤務を経て、1942年より聞慶炭鉱総務部長を務め、解放後は鳳鳴黒鉛工業所を設立・経営したことにより韓国有数の鉱業家となった。その後は同昌実業株式会社社長、聞慶女子中学校設立財団理事長、韓国貿易協会常任理事、韓国生産性本部理事、慶尚北道体育会会長、聞慶郡体育会会長、民主共和党慶北第18地区党委員長・慶北道支部委員長、嶺南大学校財団理事長、聞慶学院・嶺南学院設立者を務めた。また、成均館大学校の経営を引き受け、理事長に就任した時期もある。
1992年12月22日、持病によりソウル大病院で死去。享年88。

## 賞勲
教育界への貢献により、1981年に国民勲章冬柏章を受章。